# Nils Winter (Leichtathlet)
Nils Winter (* 27. März 1977 in Buxtehude) ist ein ehemaliger deutscher Weitspringer.
2003 gewann Nils Winter den Deutschen Meistertitel im Weitsprung. Im Jahr darauf nahm er an den Olympischen Spielen in Athen teil. 2005 wurde er Deutscher Weitsprung-Meister in der Halle und im Freien und gewann auch beim Europacup in Florenz. 2007 wurde er zum zweiten Mal Deutscher Hallenmeister.
Bei den Halleneuropameisterschaften stellte er im März 2009 in Turin eine neue persönliche Hallen-Bestleistung auf und wurde mit 8,22 m Zweiter hinter dem Europarekord springenden Sebastian Bayer. Bei den Weltmeisterschaften, die im selben Jahr in Berlin ausgetragen wurden, schied er in der Qualifikation aus.
2012 sprang Winter erstmals nach fast drei Jahren wieder über acht Meter und qualifizierte sich für die Europameisterschaften in Helsinki. Im September 2012 beendete Winter seine Karriere.
Nils Winter begann seine sportliche Laufbahn 1987 beim Buxtehuder SV. Von 1998 bis 2002 war er für MobilCom Zehnkampfwelle aktiv. 2002 schloss er sich dann dem TSV Bayer 04 Leverkusen an. Nach der Sommersaison 2007 beendete sein Trainer Bernd Knut seine berufliche Laufbahn. Nils Winter schloss sich daraufhin zusammen mit dem Dreispringer Charles Friedek dem neu gegründeten Verein Team ReferenzNetzwerk Leverkusen an. Beide trainierten nun unter Sportwissenschaftler Sebastian Hess. Nach Auflösung des Vereins Team Referenznetzwerk wechselte Winter 2010 zurück zum Buxtehuder SV.

## Persönliche Bestleistungen
- Weitsprung: 8,21 Meter, 11. Juni 2005 in Bad Langensalza
- Halle: 8,22 Meter, 8. März 2009 in Turin